# Російська асоціація морського права
Російська асоціація морського права або РУМЛА (англ. Russian Maritime Law Association, RÚMLA) – некомерційна організація, що займається просвітницькою діяльністю у сфері морського права. Асоціація розташована у Санкт-Петербурзі – морській столиці Росії. З 30 вересня 2021 року Асоціація є членом Міжнародного морського комітету (ММК) / фр. Comité Maritime International (CMI). 
1 березня 2022 року Асоціацією був опублікованій відкритий лист проти війни Росії з Україною, де вона закликала до припинення військових дій: «Асоціація морського права (RUMLA) від імені її членів виступає проти війни та за мир між Росією та Україною. Закликаємо негайно припинити воєнні дії. Вранці 24 лютого 2022 року Володимир Путін оголосив своє рішення провести спеціальну військову операцію на території України. Російська Асоціація морського права (RUMLA) виступає проти воєнних дій. Ми вважаємо, що немає жодних правових чи політичних підстав, які виправдовували б уведення військ на територію іншої держави».

## Історія
Юристи, які працюють у галузі торговельного мореплавства, нерідко засновують об'єднання для спільного вирішення складних питань морського права, а також задля уніфікації морського законодавства різних держав.
У Росії таке об'єднання вперше було створено 1905 року і називалося Російським товариством морського права. Напрями діяльності товариства визначалися Статутом Російського товариства морського права і зводилися до розроблення теоретичних й практичних питань з морського права, поширення відомостей з цього предмета та об'єднання норм морського законодавства різних держав. 
На міжнародному рівні відомим об'єднанням морських юристів є Міжнародний морський комітет, створений 1897 року в Антверпені. Основним напрямком діяльності комітету є уніфікація морського права і відповідної комерційної практики.
З 1907 року Російське товариство морського права як національна асоціація було представником Російської Імперії в Міжнародному морському комітеті.
Остання згадка Російського товариства морського права як національної асоціації зустрічається в бюлетені Конференції Комітету 1921 року в Антверпені. При цьому робиться позначка, що склад бюро наводиться станом на дату проведення Копенгагенської конференції 1913 р. Востаннє члени Комітету з Росії з'являються у бюлетені Конференції від 1949 р., проте в розділі "Померлі члени".
Згодом участь Росії та СРСР у роботі Міжнародного морського комітету було призупинено через ізоляціоністську політику СРСР. Однак 1968 року було створено Радянську асоціацію морського права. Засновниками організації виступили представники морських портів, риболовецьких колгоспів, наукових і вищих навчальних закладів. 
У 1969 р. Радянська асоціація морського права була прийнята до складу Міжнародного морського комітету.
Після розпаду СРСР Радянська асоціація морського права була перетворена в Асоціацію міжнародного морського права. Асоціація міжнародного морського права зберігала своє членство в Комітеті до 2017 р., допоки не була виключена з Комітету у зв'язку з тривалою заборгованістю по внесенню членських внесків.
У 2018 р. було створено Російську Асоціацію морського права. Засновниками асоціації виступили юристи, які практикують у сфері морського права: Костянтин Краснокутський, Костянтин Путря і Філіп Вагін. Поступово до складу Асоціації увійшло близько 100 юристів, так чи інакше пов'язаних із морським правом.
З 30 вересня 2021 р. Російська Асоціація морського права стала представляти Росію в Міжнародному морському комітеті і виплатила заборгованість минулої Асоціації.

## Діяльність
Цілями Асоціації є:
- координація діяльності членів у галузі міжнародного приватного й публічного морського права;

- участь російських фахівців у формуванні системи морського права і суміжних галузей;

- розвиток міжнародних зв'язків у галузі морського права;

- розвиток і просування Росії як сприятливої для торговельного мореплавства юрисдикції[13].

Російська Асоціація морського права випускає двомовний (російсько-англійський) журнал "Морське право" науково-освітньої спрямованості. У журналі міститься інформація з найактуальніших питань правової доктрини і правозастосовної практики у галузі морського права як у Російській Федерації, так і за кордоном. Мета журналу – сприяти уніфікації морського права у всіх його аспектах. Журнал видається 4 рази на рік.
Крім того, Російська Асоціація морського права проводить семінари, присвячені питанням морського права. 1 грудня 2021 року RUMLA проводила семінар з обговоренням проєкту Конвенції про продаж морських суден на підставі судового рішення. Роботу над цим проєктом веде Комісія ООН з права міжнародної торгівлі (ЮНСІТРАЛ). На семінарі обговорювали два основних питання: правове значення сертифіката, що видається у країні продажу судна, і можливість відчуження судна до внесення запису до реєстру про нового правовласника.
1 лютого 2022 року було проведено другий семінар RUMLA, присвячений обговоренню Проекту конвенції про продаж морських суден на підставі судового рішення. Учасники обговорювали такі питання: можливість оскарження рішення суду про продаж судна, ухваленого в іноземній державі, доля арештів у країні реєстрації судна, доля арештів суден, які ухвалюють суди різних країн, під час публічного продажу судна.
З вересня 2021 року Російська Асоціація морського права бере участь у засіданнях Міжнародного морського комітету і прагне доносити до міжнародного співтовариства інтереси російських організацій, залучених до сфери торговельного мореплавства. Серед питань, що стоять на порядку денному, такі: арктичне судноплавство, відповідальність за екологічний збиток, уніфікація правил і вдосконалення регулювання.
Крім того, Асоціація:
- видає Кодекс торговельного мореплавства Російської Федерації[ru];

- акумулює аналітичну інформацію зі сфери логістики, перевезень, експедиторської діяльності у галузі торговельного мореплавства;

- займається експертною діяльністю;

- здійснює іншу діяльність, метою якої є розвиток і поширення знань про морське право.

## Членство
Діяльність Російської Асоціації морського права (RUMLA) заснована на демократичних принципах, відповідно до яких будь-хто, хто зацікавлений у морському праві, може стати членом цієї організації. В Асоціації передбачено дві категорії членства: дійсний член (член, що володіє правом голосу) і асоційований член (не володіє правом голосу).
В Асоціації представлені всі покоління юристів і фахівців з різних галузей, пов'язаних із судноплавною галуззю: від фахівців, які почали працювати на заході радянської епохи, до студентів бакалаврату.